# Toyota Kijang
Toyota Kijang — серия коммерческих автомобилей, выпускавшихся с 1976 по 2007 год японской корпорацией Toyota Motor Corporation и продававшихся, в основном, в Юго-Восточной Азии, на Тайване, в Индии и Южной Африке под различными другими названиями. 
Впервые автомобиль был представлен в декабре 1976 года на Филиппинах под названием Toyota Tamaraw. Затем в июне 1977 года автомобиль был представлен в Индонезии под названием Kijang после того, как в сентябре 1975 года его прототип без названия был продемонстрирован в Джакарте. Первые два поколения выпускались в кузове пикап, а местные сторонние компании переделывали их в автомобили с другими кузовами. Начиная с третьего поколения, модель Kijang стала продаваться на большем количестве рынков, таких как Африка и Тайвань. 
Название Kijang на индонезийском языке означает мунтжак или олень. Из-за разных названий, используемых в разных странах, автомобиль внутри компании известен как «Toyota Utility Vehicle» (сокр. «TUV»). На Филиппинах модели четвёртого поколения продавались под названием Toyota Revo. В Индии и Непале автомобили Toyota Kijang продавались под названием Toyota Qualis (третье поколение), во Вьетнаме и на Тайване — под названием Toyota Zace (третье и четвёртое поколения), в Малайзии — под названием Toyota Unser (четвёртое поколение), в Африке — под названиями Toyota Stallion (третье и четвёртое поколения), Toyota Venture (третье поколение) и Toyota Condor (четвёртое поколение).   

## Первое поколение (F10; 1976)
Прототип Kijang был представлен в 1975 году на выставке Jakarta Fair. Серийное производство модели началось в 1977 году. Название Kijang на индонезийском языке означает мунтжак или олень, а также является аббревиатурой от «Kerjasama Indonesia-Jepang» (Индонезийско-японское сотрудничество). Разработкой автомобиля руководил Осаму Охта совместно с главным инженером Охьямой в 1972 году. Автомобили Kijang первого поколения оснащались 1,2-литровым четырёхцилиндровым карбюраторным бензиновым двигателем 3K с системой OHV. Коробка передач — четырёхступенчатая механическая.
Со 2 декабря 1976 года автомобиль Toyota Kijang продавался на Филиппинах, а с 9 июня 1977 года автомобиль Toyota Kijang продавался на индонезийском рынке. Кодовое обозначение — KF10. В просторечии автомобиль назывался «Kijang Buaya» (что означает «Крокодил Киджанг»), поскольку открытый капот напоминал пасть крокодила. Всего было продано 26806 единиц.

### Tamaraw (Филиппины)
На Филиппинах «Kijang» продавался под названием «Tamaraw» (в честь тамарау — одного из национальных животных страны) с 1970-х по начало 1980-х годов. Впервые автомобиль был представлен в декабре 1976 года под индексом HSPU с 1,2-литровым двигателем 3K мощностью 41 кВт (55 л. с.). Сборка была организована на заводе компании Delta Motors, существовавшей с 1962 по 1984 год и распущенной в 1988 году. Автомобиль рассматривался как «BUV» («Basic Utility Vehicle»). Коробка передач — четырёхступенчатая механическая. У некоторых моделей кабины не имели дверей.

KF10 Tamaraw также импортировался и распространялся компанией Ela Motors (подразделением Burns Philip Group) в Папуа — Новой Гвинее в 1980 году под названием Toyota Traka.
- Toyota Tamaraw (KF10, Филиппины) в музее Toyota Automobile Museum
- Интерьер

## Второе поколение (F20/F30; 1981)
Автомобили Toyota Kijang второго поколения, обозначенные индексом KF20, были запущены в производство в июне 1981 года. В Индонезии модель в просторечии называлась «Kijang Doyok». Под капотом находился 1,3-литровый двигатель 4K мощностью 44 кВт (59 л. с.), который в декабре 1985 года был заменён 1,5-литровым двигателем 5K мощностью 53 кВт (71 л. с.) при 5600 об/мин. Коробка передач — четырёхступенчатая механическая. Конкурентами являлись Suzuki Super Carry и Daihatsu Hijet. В феврале 1985 года с конвейера сошёл 100-тысячный Kijang.
На Филиппинах Tamaraw продавался под индексом F30 с длинной колёсной базой и рекламировался как альтернатива джипни. Филиппинский автомобильный бренд Dragon позже взял за основу дизайн Tamaraw с длинной колёсной базой и выпустил его на рынок. Подразделение Nissan Motor Philippines выкупило у американской компании Ford дизайн автомобиля, который должен был называться Fiera IV, и продавало его под названием «Bida» (в переводе с тагальского языка — «герой»). Внешне автомобиль напоминал Tamaraw с длинной колёсной базой.
В Южной Африке производство автомобилей Toyota Kijang второго поколения началось в 1982 году для местного рынка. На южноафриканском рынке автомобили носили название «Toyota Utility Vehicle» (сокр. «TUV»). Двухдверные пикапы продавались под индексом TUV Bakkie, в то время как пикапы с 10-местной кабиной продавались под индексом TUV Stallion. Обе модели оснащались 1,3-литровым двигателем 4K.

## Третье поколение (F40/F50; 1986)
Автомобили Toyota Kijang третьего поколения были запущены в производство в ноябре 1986 года. Версии с короткой колёсной базой обозначались индексом F40, в то время как версии с длинной колёсной базой обозначались индексом F50. В комплектации Standard имелась 4-ступенчатая механическая трансмиссия, а в комплектации Super — 5-ступенчатая механическая. Технология «Full Pressed Body» позволяла сократить использование шпатлёвки до 2—5 кг на каждый автомобиль.
В августе 1992 года автомобили Toyota Kijang третьего поколения прошли первый фейслифтинг. Рециркулирующий шаровой рулевой механизм был заменён реечным. Универсал получил заднюю дверь с правой стороны. Новое название технологии — «Toyota Original Body» (вместо «Full Pressed Body»). В процессе создания кузова автомобиль был полностью отштампован с использованием точечной сварки. Комплектации:
- Standard (SX и LX; KF42 и KF52): базовая модель с 4-ступенчатой механической трансмиссией, 13-дюймовыми стальными колёсными дисками и стандартной приборной панелью, без дополнительных функций.
- Deluxe (SSX и LSX; KF42 и KF52): обновлённая версия Kijang с усовершенствованной приборной панелью, более качественными материалами отделки салона, 13-дюймовыми стальными дисками с колпаками, кондиционером и базовой аудиосистемой с радиоприёмником.
- Super G или G-series Kijang (SSX-G и LSX-G; KF42 и KF52): унифицирована с комплектацией Deluxe, но в стандартную комплектацию входят гидроусилитель руля и ремни безопасности.
- Grand Extra (SGX и LGX; KF42 и KF52): топовая модель с двумя кондиционерами, 14-дюймовыми легкосплавными дисками Enkei, накладками на крыльях, замшевой отделкой дверей и сидений, гидроусилителем руля, электрическими стеклоподъёмниками, цифровыми часами, тахометром, аудиосистемой с 4 динамиками, кассетным магнитофоном и радиоприёмником (опционально — с CD-проигрывателем), сигнализацией и центральным замком.
- Rover: модель с кузовом, выполненным на заказ, с обновлённым дизайном, напоминающим LC70. Четырёхдверные модификации обозначались индексом Rover, в то время как пятидверные модификации обозначались индексом Grand Rover. Автомобили выпускались как с короткой, так и с длинной колёсной базой. Передние сиденья с откидной спинкой и складывающиеся средние сиденья входят в стандартную комплектацию, в то время как топовые комплектации включают в себя подголовники, консоль и подножки. Опции — кондиционер и радио/кассетный проигрыватель. В 1992 году, в ходе фейслифтинга, был добавлен гидроусилитель руля, а 4-дверная модель Rover была снята с производства. Позднее название модели было изменено на «RoverAce», так как поступили возражения от британского автопроизводителя Rover.
- Jantan: самая дорогая версия Kijang Rover, впервые представленная в комплектации Executive с деревянной отделкой, электрическими стеклоподъёмниками на всех дверях, кондиционером спереди и сзади, аудиосистемой с 4 динамиками, центральным замком и легкосплавными колёсными дисками. Наряду с оригинальной комплектацией Executive были представлены комплектация G начального уровня и спортивный вaриант с колёсной формулой 4x2 и короткой колёсной базой. На задней двери варианта 4x2 расположено запасное колесо, однако сама модель не имеет кондиционера сзади.
- Kencana (KF42 и KF52): фургон на базе Kijang Rover/Jantan с более высокой крышей и увеличенным клиренсом. Задняя дверь открывается вбок, как и в случае с версиями с низкой крышей.
- Perkasa: двухдверный универсал со съёмным навесом из стекловолокна[11].

В апреле 1995 года автомобили Toyota Kijang третьего поколения прошли второй фейслифтинг. Изменения: радиаторная решётка с вертикальными планками, 14-дюймовые легкосплавные диски Enkei (у Kijang G), 14-дюймовые легкосплавные диски Supra A70/A80 с пятью спицами (у Grand Extra Kijang), обновлённое рулевое колесо, тахометр, центральный дверной замок, электрические стеклоподъёмники (в комплектации Deluxe) и 1,8-литровый двигатель 7K. С появлением двигателя 7K производство двигателя 5K было прекращено в полном объёме. 17 августа 1995 года в честь 50-летия независимости Индонезии были представлены модификации SGX и LGX с четырёхступенчатой автоматической трансмиссией.
- 1992 Toyota Kijang Deluxe LSX-G (KF52; первый фейслифтинг, Индонезия)
- 1992 Toyota Kijang Deluxe LSX-G (KF52; первый фейслифтинг, Индонезия)
- Toyota Kijang Grand Extra LGX (KF52; первый фейслифтинг, Индонезия)
- Toyota Kijang Deluxe SSX (KF42; второй фейслифтинг, Индонезия)
- Toyota Kijang Pickup (Индонезия)
- 1992 Toyota Kijang SSX (интерьер с дополнительным головным устройством и чехлом на рулевом колесе)
- 1,5-литровый двигатель 5K в моторном отсеке 1992 Kijang
- 1,8-литровый двигатель 7K в моторном отсеке 1995 Kijang

### Tamaraw FX (Филиппины)
На Филиппинах автомобили Toyota Kijang третьего поколения продавались под названием Tamaraw FX. В 1991 году был представлен пикап с высоким грузовым отсеком, а в 1993 году — универсал. Tamaraw FX оснащался 1,5-литровым бензиновым двигателем 5K, 1,8-литровым бензиновым двигателем 7K или же 2,0-литровым дизельным двигателем 2C мощностью 51—59 кВт (68—79 л. с.). Коробка передач — пятиступенчатая механическая. Максимальная скорость варьировалась от 125 до 130 км/ч. Tamaraw FX выпускался в кузове пятидверный универсал с длинной колёсной базой. Комплектации: Standard, Deluxe и GL. Комплектация GL включала гидроусилитель руля, тканевый салон, тканевые сиденья, цифровые часы, карман на двери, кассетную магнитолу с 4 динамиками, обшивку кузова и 14-дюймовые легкосплавные колёсные диски. Модели Deluxe и Standard имели стальные колёсные диски, кассетные магнитолы с 2 динамиками и виниловый салон, однако модели Deluxe оснащались также полноразмерными боковыми подножками и ковшеобразными передними сиденьями. В стандартную комплектацию универсалов входит кондиционер. Пикапы выпускались в 11-местной конфигурации с высокой боковой платформой (позднее — в конфигурации шасси). В 2000 году производство универсалов с дизельным двигателем, включая комплектации Deluxe и GL, было прекращено. До 2002 года (параллельно с Revo) выпускались только универсалы и пикапы с 1,8-литровыми бензиновыми двигателями.
Tamaraw FX выпускался в Параньяке компанией Toyota Motor Philippines. Пикап сошёл с конвейера в октябре 1991 года, а универсал — в декабре 1993 года.

### Zace (Вьетнам и Тайвань)
Kijang продавался во Вьетнаме и на Тайване под названием Zace. На тайваньском рынке продажи автомобилей начались в 1988 году. Универсалы поставлялись с длинной колёсной базой. Версии с низкой крышей имеют заднюю дверь, открывающуюся вбок, в то время как версии с высокой крышей имеют заднюю дверь, открывающуюся вверх. Пикапы поставлялись с 1,5-литровым бензиновым двигателем 5K или же с 1,8-литровым бензиновым двигателем 7K. На тайваньском рынке универсалы продавались в 5- или 8-местной конфигурации, а на вьетнамском рынке — только в 8-местной конфигурации.
- Toyota Zace (Тайвань)
- Toyota Zace (Тайвань)

### Venture/Stallion (Южная Африка)
Kijang производился и продавался в Южной Африке в кузовах универсал (Venture) или фургон (Stallion). В рекламной кампании Stallion участвовал местный комик Толла Ван Дер Мерве, и из-за его популярности автомобиль часто называют «Tolla bakkie».
Модель Venture поставлялась с 1,8-литровым бензиновым двигателем 2Y, 2,2-литровым бензиновым двигателем 4Y или же 2,4-литровым дизельным двигателем 2L. Стандартное оборудование — блокировка коробки передач, задний стеклоочиститель и омыватель, гидроусилитель руля (за исключением моделей с 1,8-литровым бензиновым двигателем), кондиционер (только у моделей с 2,2-литровым двигателем) и 10-местная конфигурация. Модели с 2,2-литровым двигателем также имеют сигнализацию с иммобилайзером (опционально для моделей 1.8 и 2.4D), в то время как топовая модель 2.2 GLE имеет 9-местную конфигурацию, центральный замок и стандартную кассетную магнитолу (опционально для других вариантов). Модели 2.4D и 2.2GLE опционально имеют блокировку заднего дифференциала.

Stallion выпускался в виде фургона или пикапа с одинарной кабиной с 1,8-литровым бензиновым двигателем 2Y в паре с четырёхступенчатой механической трансмиссией или же с 2,4-литровым дизельным двигателем 2L в паре с пятиступенчатой механической трансмиссией. Пикап с 1,8-литровым двигателем опционально имеет 14-дюймовые легкосплавные колёсные диски.
- Toyota Venture (Южная Африка)
- Toyota Venture (Южная Африка)

### Qualis (Индия)
Toyota Qualis был представлен в январе 2000 года на индийском рынке. Комплектации: FS, GT и GST.
Автомобили оснащались 2,4-литровым дизельным двигателем 2L-II SOHC или же 2,0-литровым бензиновым двигателем 1RZ-E SOHC.

## Четвёртое поколение (F60/F70/F80; 1997)

### Индонезия
Автомобили Toyota Kijang четвёртого поколения дебютировали 15 января 1997 года в Индонезии с более округлыми аэродинамическими формами. Изначально модель планировалось представить в 2000 году, но поскольку в 1998 году компания Mitsubishi планировала представить модель Kuda, Toyota Kijang был представлен на три года раньше. Пикапы обозначались индексом F60, в то время как универсалы с короткой колёсной базой обозначались индексом F70, а универсалы с длинной колёсной базой — F80. Универсалы в просторечии назывались «Kijang Kapsul» (что в переводе с индонезийского означает «Капсула Киджанг»). 1 февраля 2000 и 23 августа 2002 года автомобиль проходил фейслифтинг. Универсалы выпускались в комплектациях SX (F70/71/72), LX (F80/81/82), SSX (F70/71/72), LSX (F80/81/82), SGX (F70/71/72), LGX (F80/81/82), Rangga (F70) и Krista (F80/81/82), в то время как пикапы выпускались в комплектациях Standard Deck и Flat Deck.
Производство универсалов Toyota Kijang завершилось 19 июня 2004 года, всего было выпущено 452017 автомобилей. Пикапы продолжали выпускаться до февраля 2005 года.

#### До рестайлинга
- 1997 Toyota Kijang SX 1.8 (KF70; Индонезия)
- 1997—2000 Toyota Kijang LX 1.8 (KF80; Индонезия)
- 1997 Toyota Kijang Rangga 1.8 (KF70; Индонезия)
- 1997—2000 Toyota Kijang Krista 1.8 (KF80; Индонезия)
- 1998 Toyota Kijang LSX 2.4 Diesel Grand Rover Ace (LF80; Индонезия)

#### После первого рестайлинга
- 2001 Toyota Kijang LGX 2.4 Diesel (LF82; Индонезия)
- Toyota Kijang LGX (Индонезия)
- 2001 Toyota Kijang Krista (Индонезия)
- 2002 Toyota Kijang Standard Deck (KF60; Индонезия)

#### После второго рестайлинга
- 2004 Toyota Kijang LGX 1.8 EFI (KF82; Индонезия)
- 2004 Toyota Kijang LGX 1.8 EFI (KF82; Индонезия)
- 2003 Toyota Kijang Krista 2.4 Diesel (LF82; Индонезия)
- 2002—2004 Toyota Kijang Krista 2.0 EFI (RZF81; Индонезия)

### Unser (F80/F82 — Малайзия)
Toyota Unser продавался в Малайзии с середины 1998 по май 2005 года. Название Unser происходит от немецкого слова unser. Автомобиль продавался в только в 8-местной конфигурации с ремнями безопасности для всех трёх рядов в стандартной комплектации. Изначально автомобиль поставлялся с 2,4-литровым дизельным двигателем 2L или же с 1,8-литровым бензиновым двигателем 7K-E и пятиступенчатой механической трансмиссией. С июля 2000 года автомобиль поставлялся также с четырёхступенчатой автоматической трансмиссией и 1,8-литровым бензиновым двигателем 7K-E. В апреле 2001 года и в 2003 году был проведён рестайлинг.
- Toyota Unser GLi
- Toyota Unser GLi
- Toyota Unser GLi первого рестайлинга
- Toyota Unser GLi первого рестайлинга
- Toyota Unser GLi второго рестайлинга
- Toyota Unser GLi второго рестайлинга
- Toyota Unser LGX второго рестайлинга
- Toyota Unser LGX второго рестайлинга

### Revo (F80/F81/F82 — Филиппины)

#### 1998—2000 (F80)
Четвёртое поколение Kijang продавалось на Филиппинах под названием Tamaraw FX Revo. Автомобиль был представлен в 1998 году в роли преемника Tamaraw FX (хотя какое-то время он продавался параллельно с ним). В движение автомобили приводились 1,8-литровым бензиновым двигателем EFI или же 2,4-литровым дизельным двигателем. Комплектации: DLX (базовая), GL, GLX, SR (Sport Runner), LXV (топовая), VX200, SR-J и VX200-J. В 2000 модельном году комплектация LXV была снята с производства в пользу VX200, а GSX — совершенно новый вариант. В 2002 году были представлены обновлённые версии; две комплектации J-spec (SR-J и VX200-J) были сняты с производства, а более дорогие комплектации получили улучшенные кожаные сиденья, развлекательные системы и оснащение.

В комплектацию DLX входили виниловый салон, двухспицевое рулевое колесо, радио с двумя динамиками и стальные диски с центральным орнаментом. В комплектацию GL входят стальные колёсные диски с колпаками, аудиосистема с 4 динамиками и тканевый салон. В комплектации GLX, SR и LXV входили аудиосистема с шестью динамиками, противотуманные фары, легкосплавные колёсные диски, задний стеклоочиститель и все электрические удобства.
- 1998 Toyota Revo GLX (Филиппины)
- 1999 Toyota Revo SR (Филиппины)

#### 2000—2002 (F80/F81)
Обновлённый Revo был представлен в 2000 году. Автомобили приводились в движение 2,0-литровым бензиновым двигателем SOHC EFI, 1,8-литровым бензиновым двигателем EFI или же 2,4-литровым дизельным двигателем с непосредственным впрыском и системой OHC. 2,4-литровый двигатель был переработан с учётом жалоб на дымление.
- 2002 Toyota Revo GLX (Филиппины)

#### 2003—2005 (F82)
Базовыми комплектациями считались DLX и GL, а комплектациями среднего уровня считались GLX, GSX и SR. В середине 2004 года в модельный ряд была добавлена комплектация VX240D с 2,4-литровым дизельным двигателем.
- 2003—2005 Toyota Revo DLX (Филиппины)
- 2003—2005 Toyota Revo GLX (Филиппины)
- 2003—2005 Toyota Revo SR (Филиппины)

### Condor (F80/F81/F85 — Африка)/Stallion (F60 — Южная Африка)
Zace Surf, Condor и Stallion — универсалы с высокой крышей. Condor изначально поставлялся с 1,8-литровым двигателем 2Y (позднее — с 2,0-литровым двигателем 1RZ-E) в комплектациях Estate и Estate TE, 2,4-литровым бензиновым двигателем 2RZ-E или же 3,0-литровым дизельным двигателем 5L в комплектациях Estate TE (позднее — TX) и 4x4 RV (позднее — TX 4x4).
Stallion Panel Van изначально оснащался 1,8-литровым двигателем 2Y, а с 2003 года автомобиль оснащался 2,0-литровым двигателем 1RZ-E.

### Zace[48](F80 — Вьетнам/F60 — Тайвань; пикап)/Zace Surf[49](F80/F84/F85 — Тайвань[50])
- 2001 Toyota Zace Surf 2.4 Full-Time 4WD (Тайвань)
- 2001 Toyota Zace Surf 2.4 Full-Time 4WD (Тайвань)
- Toyota Zace DX (Вьетнам)

## Преемники
Из-за своей разносторонней роли на соответствующих рынках на смену Kijang пришли Avanza и прочие автомобили на платформе IMV.
В 2003 году в Юго-Восточной Азии на смену Kijang пришёл Avanza, а в 2004 году преемником стал Innova. Последняя модель продаётся в Индонезии под названием «Kijang Innova». Таким образом, Toyota относит три поколения Innova к пятому, шестому и седьмому поколениям Kijang. Пикапы Kijang выпускались до начала 2007 года, когда на их смену пришли пикапы Hilux, соответствующие стандарту Евро-2.
На индийском рынке преемником Qualis стал Innova.
С конца 2004 по середину 2005 года на малазийском рынке Unser продавался вместе с Avanza.
На Филиппинах Toyota Innova был представлен в 2005 году в роли преемника Revo. На смену DLX и GL Revo пришёл Avanza, в то время как на смену SR и VX пришёл внедорожник Fortuner. Коммерческие варианты Tamaraw FX были заменены универсальными фургонами Hilux FX и LiteAce FX, на обоих из которых были нанесены шильдики с надписью «FX», и фургоном Hilux, а также вариантом LiteAce с откидным верхом и фургонами с алюминиевыми кузовами, выпущенные в 2022 году. В 2024 году название Tamaraw было возрождено для Hilux Champ на филиппинском рынке.
На тайваньском рынке Zace Surf был заменён моделью Innova с 2,7-литровым бензиновым двигателем 2TR-FE. Fortuner, ранее называвшийся IMV4, должен был поставляться местным дистрибьютором Hotai Motors в соответствии с текущей линейкой Zace Surf, однако в 2007 году из-за стратегических соображений Toyota был выпущен Innova с двигателем 2TR-FE, который соответствовал нормам выбросов Евро-4 и Евро-5, а позже 2,7-литровый двигатель 2TR-FE был заменён 2,0-литровым двигателем 1TR-FE. В 2016 году на Тайвани Innova был снят с производства. 

В 2006 году на рынках Африки и Ганы Condor был заменён моделью Fortuner, в 2007 году преемником стал Avanza, а в конце 2011 года — Innova. 
- Toyota Avanza
- Toyota Innova/Kijang Innova
- Toyota Fortuner
- Toyota Hilux (AN10/AN20/AN30)
- Toyota Hilux Champ

## Производство и продажи

### Производство
| Модель              | Годы производства | Производство (Индонезия) |
| ------------------- | ----------------- | ------------------------ |
| Первое поколение    | 1977—1981         | 26,806                   |
| Второе поколение    | 1981—1986         | 61,449                   |
| Третье поколение    | 1986—1997         | 525,615                  |
| Четвёртое поколение | 1997—2005         | 452,017                  |
| Всего               | Всего             | 1,065,887                |

### Продажи
| Год  | Индонезия |
| ---- | --------- |
| 1977 | 1,168     |
| 1978 | 4,624     |
| 1985 | 19,323    |
| 1987 | 82,687    |
| 1991 | 60,053    |
| 1992 | 36,551    |
| 1993 | 39,275    |
| 1994 | 63,599    |
| 1995 | 77,695    |
| 1996 | 56,831    |
| 1997 | 81,134    |
| 1998 | 14,831    |
| 1999 | 22,943    |
| 2000 | 71,492    |
| 2001 | 61,734    |
| 2002 | 64,894    |
| 2003 | 74,260    |